# Lori Chavez-DeRemer
Lori Michelle Chavez-DeRemer (Santa Clara, 7 aprile 1968) è una politica statunitense, Segretaria del Lavoro degli Stati Uniti d'America nella seconda amministrazione Trump dall'11 marzo 2025 ed in precedenza membro della Camera dei Rappresentanti per lo stato dell'Oregon dal 2023 al 2025.

## Biografia
Nata in California in una famiglia di origini messicane, Lori Chavez studiò management presso l'Università statale della California. Entrata in politica con il Partito Repubblicano, nel 2004 fu eletta all'interno del consiglio comunale di Happy Valley. In seguito venne eletta sindaca della città, portando a termine due mandati. Nel 2016 si candidò infruttuosamente alla Camera dei rappresentanti dell'Oregon, la camera bassa della legislatura statale. Nel 2018 considerò di prendere parte alle primarie repubblicane per la carica di governatrice dell'Oregon ma optò per una seconda candidatura alla Camera dei rappresentanti dell'Oregon, venendo sconfitta anche in questa occasione.
Nel 2022 si candidò alla Camera dei Rappresentanti nazionale, pur non vivendo all'interno del distretto congressuale per cui concorreva. Dopo aver vinto le primarie repubblicane, affrontò nelle elezioni generali la candidata Jamie McLeod-Skinner, che aveva sconfitto nelle primarie del Partito Democratico il deputato in carica da quattordici anni Kurt Schrader. Dopo una campagna elettorale molto combattuta, Lori Chavez-DeRemer risultò vincitrice di misura, sconfiggendo l'avversaria con un margine di scarto di appena due punti percentuali. In quella tornata elettorale lei e la democratica Andrea Salinas divennero le prime deputate ispaniche elette per rappresentare lo stato dell'Oregon. Lori Chavez-DeRemer fu inoltre la prima donna repubblicana eletta al Congresso dall'Oregon.

### Segretaria del Lavoro
Il 22 novembre 2024 il presidente eletto Donald Trump l'ha nominata come sua prossima segretaria del lavoro. È stata confermata dal Senato con un votazione di 67 si e 32 no il 10 marzo 2025 giurando lo stesso giorno.